# (2412) Wil
(2412) Wil (3537 P-L) – planetoida z grupy pasa głównego asteroid okrążająca Słońce w ciągu 4,39 lat w średniej odległości 2,68 au. Odkryta 17 października 1960 roku.